# Танджунгпутинг
Танжунгпутинг (индон. Taman Nasional Tanjung Puting) — национальный парк в Индонезии. Расположен на острове Калимантан, в провинции Центральный Калимантан. Парк известен сохранением популяции орангутанов.
Занимает 415 040 га тропических лесов, мангров, прибрежных и вторичных лесов. Парк был создан Голландским колониальным правительством в 1930-е годы для сохранения орангутанов и носачей; провозглашен биосферным заповедником ЮНЕСКО в 1977 году и национальным парком в 1982 году. Вдобавок к орангутанам и носачам, парк служит домом для гиббонов, макак, дымчатых леопардов, малайских медведей, кабанов, дикобразов и замбаров. Здесь также обитает множество видов рептилий, включая крокодилов, варанов, питоновых; птиц: птицы-носороги, зимородковые и насекомых.
Танжунг Путинг является популярным местом экотуризма. Несмотря на охраняемое положение, природа парка сильно страдает от нелегальных вырубок и расчистки леса под сельскохозяйственные угодья, в 1997 и 1998 годах Танжунгпутинг сильно пострадал от пожаров.